# Let Me (Pat Green)
Let Me è un singolo del cantautore statunitense Pat Green, pubblicato il 23 giugno 2008 come primo estratto dal quinto album in studio What I'm For.